# Thần Nông bản thảo kinh
Thần Nông bản thảo kinh giản thể: 神农本草经; phồn thể: 神農本草經; bính âm: Shénnóng Běncǎo Jīng; Wade–Giles: Shen2-nung2 Pen3-ts'ao3 Ching1) là một sách về thuốc và nông nghiệp Trung Quốc. Các nhà nghiên cứu tin rằng văn bản này là một bản tổng hợp các truyền thống truyền miệng, được viết trong khoảng năm 200 đến 250. Văn bản gốc không còn tồn tại nhưng được cho là gồm ba tập chứa 365 mục về thuốc và mô tả của chúng.

## Nội dung sách
Trong sách, ghi 365 loại dược vật, chia làm ba loại là Thượng, Trung và Hạ phẩm. Giới thiệu 365 loại dược vật, chia làm ba loại là:
- Thượng phẩm, 120 loại.
- Trung phẩm, 120 loại.
- Hạ phẩm, 125 loại.
- Thực vật 252 loại.
- Động vật 67 loại.
- Khoáng vật 46 loại.